# أمل حمادة
أمل حمادة (1 أبريل 1976 - 27 نوفمبر 2018)، ناقدة فنية وناشطة لبنانية على مواقع التواصل الاجتماعي اشتهرت بنقدها اللاذع والساخر من الفنانين العرب وبكلمات مثل «انقرضوا الرجال» و «مين ماخدة.»

## شهرتها
بدأت شهرتها في مارس عام 2014، عندما أجرى معها «تلفزيون المستقبل» وقتها مقابلة مع المارة في الشارع البيروتي ضمن برنامجها «أخبار الصباح» (فقرة «كلمة اليوم»). التي حمل شريطها عنواناً على شاكلة سؤال: «انقرضوا الرجال بلبنان؟!» أن يلقى الفيديو كل هذا الانتشار على شبكات التواصل الاجتماعي.

وقتها، تحدثت أمام الكاميرا على سجيتها. عبّرت عما تفكر به شريحة كبيرة من اللبنانيين بطريقتها الساخرة والساذجة. وبعدما دلت بدلوها، سألت المذيعة: «إنشالله بدكم تحطوني على التلفزيون؟» وأرفقته بضحكة رنانة عفوية. كلام بث في برنامج صباحي وتفاعل معه الآلاف بغية نشر السخرية وإضحاك في الأول من نيسان بنفس العام سرت إشاعة بأنّ حمادة توفيت سرعان ما تبيّن أنّها كذبة «نيسان». هكذا عوملت معاملة النجمات الشهيرات اللواتي تشكل الإشاعات جزءاً من حياتهن. بعد هذه الحادثة، استضافها برنامج «بلا تشفير» على «قناة الجديد» مع تمام بليق ضمن فقرة المواجهة مع ميلاد أبو ملهب الذي تظاهر بثياب شبه عارية في ساحة «رياض الصلح» وتلقفته الشاشات لتأخذ «قوتها» منه ثم ظهرت في برنامج «من حقك» على قناة أو تي في لتتحدث عن التأخر في الزواج  وجذبت تصريحاتها الصريحة عدداً من وسائل الإعلام، فأصبحت تطل في كثير من اللقاءات وتنتقد النجوم، بينهم ميريام فارس التي ترفض نشر صورة زوجها، فسخرت منها قائلة:"
" لتصبح من أكثر العبارات تداولاً عبر مواقع التواصل الاجتماعي ، اشتهرت على «يوتيوب» بفيديوهاتها الساخرة التي تنتقد الفنانين من خلال «شرطة المشاهير»، ومنهم الفيديو الشهير الذي هاجمت فيه الفنانة أحلام الشامسي ونوال الزغبي التي قامت برفع دعوى قضائية ضدها وضد راغد قيس صاحب الصفحة

## وفاتها
في 27 نوفمبر 2018 توفيت إثر تعرضها لجلطة دماغية حادة دخلت بعدها في موتّ سريري بعدما شعرت بألم في الرأس وبصداع قوي وحالات تقيؤ، وحين جرى نقلها إلى المستشفى مفارقة الحياة. ووافتها المنية قي مستشفى «النجدة» في النبطية- جنوب لبنان وقد توفيت بنفس الطريقة التي توفي فيها شقيقها وبعض أفراد عائلتها وكانوا يعانون من مرض وراثي ودفنت في جبانة روضة الصالحين في مقبرة البلدة

## ردود الفعل على وفاتها
شكل خبر وفاتها صدمة عند الناس، الذين فوجئوا برحيل من أضحكتهم بانتقاداتها للوسط الفني، حتى الفنانين أنفسهم ترحّموا عليها، مع أنّ الكثيرين منهم لم ينجوا من سهامها التي كانت تطلقها بشفافية وصراحة وعفوية، وبعيدًا عن الدبلوماسية.وتحول خبر وفاتها إلى «ترند» على «تويتر».